# Hicham El Fatihi
Hicham El Fatihi (arab. هشام الفاتيحي, ur. 12 czerwca 1982 w Al-Chamisat) – marokański piłkarz, grający jako cofnięty napastnik.

## Klub

### Początki
Zaczynał karierę w Ittihad Khémisset, gdzie grał jako junior do 2005 roku, a jako senior do 2010 roku.

### FUS Rabat
1 lipca 2010 roku został zawodnikiem FUS Rabat.
W sezonie 2011/2012 (pierwszym w bazie Transfermarkt) zagrał 5 meczów i strzelił gola. Zagrał też w superpucharze Afryki.

### FAR Rabat
21 grudnia 2011 roku przeniósł się do FAR Rabat. W tym klubie zadebiutował cztery dni później w meczu przeciwko KAC Kénitra (wygrana 3:1). Zagrał cały mecz. Pierwszego gola strzelił 1 stycznia 2012 roku w meczu przeciwko Maghreb Fez (porażka 2:1). Do bramki trafił w 21. minucie. Pierwszą asystę zaliczył 28 kwietnia 2012 roku w meczu przeciwko KAC Kénitra (0:3). Asystował przy bramce Mehdiego Naghmiego w 88. minucie. Łącznie zagrał 35 meczów, miał dwa gole i dwie asysty.

### Maghreb Fez
1 stycznia 2014 roku dołączył do Maghreb Fez. W tym zespole zadebiutował 15 lutego 2014 roku w meczu przeciwko Wydad Fez (0:0). Na boisku pojawił się w 52. minucie, zastąpił Abdelhadiego Halhoula. Pierwszą bramkę strzelił 9 kwietnia 2014 roku w meczu przeciwko Difaâ El Jadida (2:2). Do siatki trafił w 89. minucie. Łącznie zagrał 10 meczów i strzelił bramkę. 

### Powrót do Al-Chamisat
25 grudnia 2014 roku wrócił do Ittihadu Khémisset. Ponownie zadebiutował tam 1 lutego 2015 roku w meczu przeciwko Raja Casablanca (porażka 0:3). Na boisku pojawił się w 64. minucie, zastąpił Mohameda Jaouada. Łącznie zagrał 9 meczów, strzelił gola i miał dwie asysty.

### Dalsza kariera
1 lipca 2015 roku został zawodnikiem Chabab Mohammédia. 21 stycznia 2016 roku został zawodnikiem CODM Meknès. 1 lipca tego samego roku został graczem AS Salé. 1 lipca 2018 roku powrócił do Chababu. Rok później zakończył karierę.